# Влатко Илић
Влатко Илић (Београд, 1981) српски је редитељ, теоретичар уметности, медија и културе, писац, професор Факултета драмских уметности у Београду и гостујући предавач на Факултету уметности у Подгорици.

## Биографија
Од 1999. до 2001. године похађа: Lester B. Pearson UWC College of the Pacific (Викторија, Канада).
Завршио је Факултет драмских уметности у Београду као студент генерације 2006. године на Катедри за позоришну и радио режију.
2007. је изабран за добитника Специјалне Стеријине награде за режију представе: Сам крај света Жан-Лик Лагарса.
2010. године брани своју докторску тезу: Стратегије опстанка извођења уживо у епохи нових медија: Нова теорија позоришта у Србији, на матичном факултету под менторством Дивне Вуксановић и стиче звање доктора наука из области  теорије уметности и  медија.
Ментор је на мастер академским студијама.

## Ауторство и уредништво
Бави се писањем и приређивањем књига, студија и чланака из области: теорије културе, естетике, филозофије медија, поетике итд.
- Увод у нову теорију позоришта - Влатко Илић (Београд, 2011);
- Савремено позориште, естетско искуство и преступничке праксе - Влатко Илић (Нови Сад, 2018);
- Theatre Within the Context...and not just theatre / Позориште у контексту... и не само позориште - ed. / ур. Ирена Ристић, Влатко Илић (Београд 2016) итд.

Опсежна библиографија се може видети на сајту Факултета драмских уметности у Београду.

## Режија
Поред научноистраживачког рада, вишеструко је остварен у домену уметничког стваралаштва.
- Сарађује са драмским програмом Радио Београда:
  - Тестамент овог дана – Едвард Бонд;
  - Пет нивоа пет разговора др Светолика Плесника и др Марије Полек – Војислав Клачар;
  - Исцељење – Дивна Вуксановић итд.
- Сарађује са Београдском филхармонијом:
  - Прича о војнику, Стравински  2018;
  - Ископани Сократ, Ијан Вилсон 2018;
  - Моцарт, 2016...
- Значајније режије су:
  - Ана Франк, према Дневнику Ане Франк, Народно позориште "Стерија", Вршац 2016;
  - Маркс у Сохоу, Хауард Зин, Сцена Царина / Југословенско драмско позориште, Београд 2013;
  - Сам крај света Жан-Лик Лагарса, Мало позориште "Душко Радовић", Београд 2006.

- Серијал радова реализован са Војиславом Клачаром:
  - Парламентарна историја Корете, Белеф 2007;
  - Оснивање III универзитета у Краљевини Корети, Geschwister-Scholl-Haus, Лајпциг 2008;
  - Формирање X Владе Краљевине Корете, Hebbel Theater, Берлин 2009.[1][2]